# Longitarsus ferrugineus
Longitarsus ferrugineus là một loài bọ cánh cứng trong họ Chrysomelidae. Loài này được Foudras mô tả khoa học năm 1860.